# Liste des cardinaux créés par Clément X
Le pape Clément X (1670-1676) a créé 20 cardinaux dans 6 consistoires, dont 2 français,  1 allemand, 1 autrichien et 1 anglais. 

## 22 décembre1670
- Federico Borromeo  Italie
- Camillo Massimi  Italie
- Gaspare Carpegna  Italie

## 24 août1671
- Bernhard Gustave von Baden-Durlach  Allemagne
- César d'Estrées  France
- Johann Eberhard Nidhard  Autriche

## 22 février1672
- Pierre de Bonzi  France
- Vincenzo Maria Orsini  Italie (futur pape Benoît XIII)

## 16 janvier1673
- Felice Rospigliosi  Italie

## 12 juin1673
- Francesco Nerli  Italie
- Girolamo Gastaldi  Italie
- Girolamo Casanate  Italie
- Federico Baldeschi Colonna  Italie
- Pietro Basadonna  Italie

## 27 mai1675
- Galeazzo Marescotti  Italie
- Alessandro Crescenzi  Italie
- Bernardino Rocci  Italie
- Fabrizio Spada  Italie
- Mario Alberizzi  Italie
- Philip Thomas Howard of Norfolk  Angleterre